# Nováky
Nováky (in ungherese Nyitranovák) è una città della Slovacchia facente parte del distretto di Prievidza, nella regione di Trenčín.